# Parafia Narodzenia Najświętszej Maryi Panny w Rozniszewie
Parafia Narodzenia Najświętszej Maryi Panny w Rozniszewie – jedna z 8 parafii rzymskokatolickich dekanatu głowaczowskiego diecezji radomskiej.

## Historia

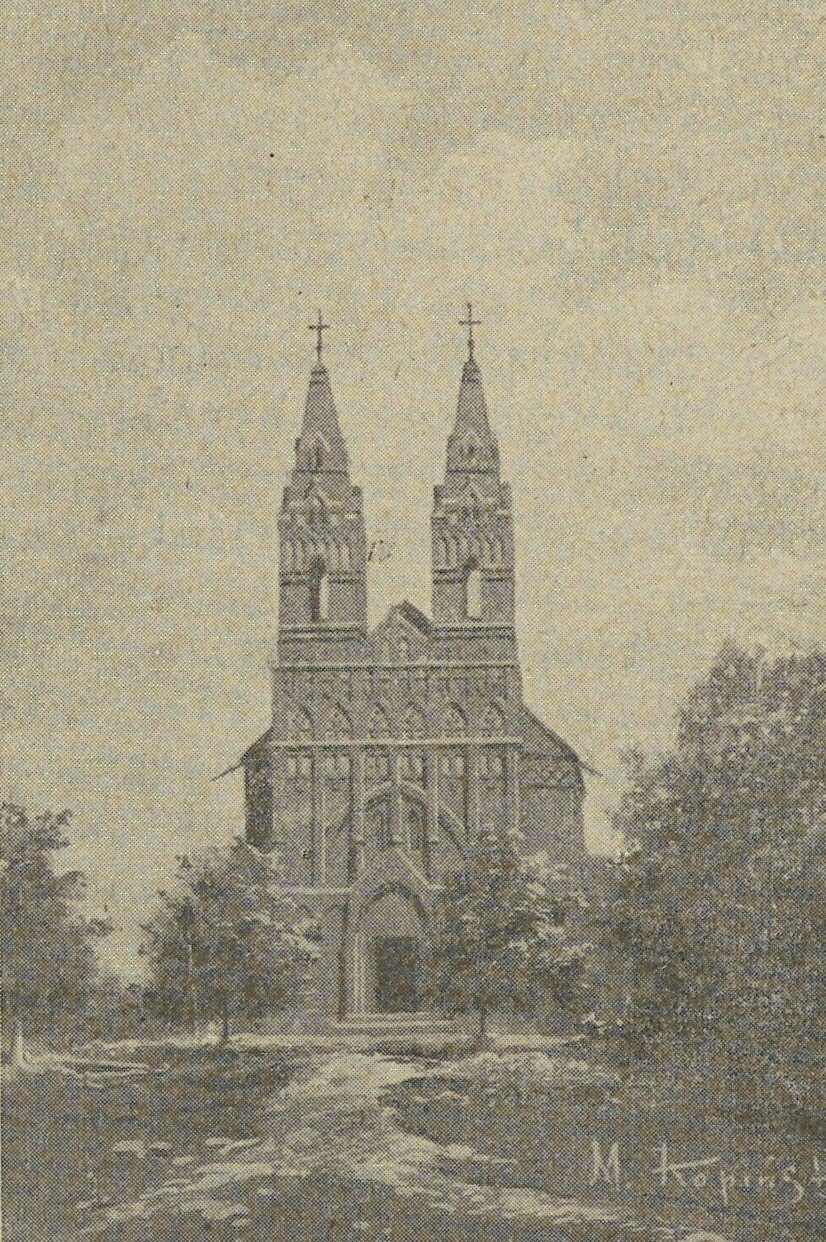
Kościół przed 1913

- Pierwotny kościół drewniany powstał około 1470, w tym też czasie założona była parafia. Kolejny kościół drewniany nosił tytuł św. Urszuli. Obecny pw. Narodzenia Matki Bożej, zbudowany został na miejscu poprzedniego według projektu arch. Edwarda Cichockiego i Jana Hinza w latach 1880 - 1895 z inicjatywy ks. Piotra Papiewskiego. Konsekrował tę świątynię w 1895 biskup Antoni Sotkiewicz. Kościół został zniszczony w 1944, po wojnie w latach 1947 - 1972 był odbudowywany i restaurowany z inicjatywy ks. Aleksandra Babskiego. Jest budowlą zbudowaną w stylu neogotycką, trójnawową, zbudowaną z czerwonej cegły. W kościele znajduje się obraz Matki Bożej z Dzieciątkiem czczony jako cudowny. Jest to wizerunek olejny namalowany na płótnie. Liczne wota świadczą o żywym kulcie. W 1963 biskup Jan Kanty Lorek ustanowił świątynię w Rozniszewie Sanktuarium Maryjnym.

## Proboszczowie
- 1945 - 1947 - ks. Jan Gajos
- 1947 - 1981 - ks. Aleksander Babski
- 1981 - 1984 - ks. Władysław Korcz
- 1984 - 2006 - ks. Stanisław Skwira
- 2006 - nadal - ks. Wojciech Celuch

## Zasięg parafii
Do parafii należą wierni z następujących miejscowości: Anielin, Boguszków, Rozniszew, Kolonia Rozniszew, Zagrody, Zakrzew.